# ФКИ Талин
ФКИ Талин (на естонски: FCI Tallinn) – известен още като „Инфонет“ е естонски футболен клуб от столицата Талин, играещ в Мейстрилийга на Естония. Шампион за 2016 година и носител на Купата и Суперкупата на Естония за 2017.
Главен треньор – Александър Рогич, заменил Сергей Брагин на 29 юли 2017 година.

## Предишни имена
- 2002—2010 – „Атлетик Талин“
- 2011—2016 – „Инфонет“ (след обединение с „Берси“)
- от 22.09.2016 – „ФКИ Талин“

## Символика на клуба
Традиционните цветове на „ФКИ Талин“ са бели и черни, черни фланелки с бели ивици, черни гащи и черни чорапи. За гостуванията си използва бели фланелки с черни ивици. Технически спонсор на всички отбори на Инфонет е „Joma“, а генерален — естонската компания „Инфонет“, занимаваща се с доставка на интернет и услуги в телекомуникацията.
През 2015 година се появява талисманът – демончето Бийсти, който носи номер 13. Клуб има официално разрешение от соственика на талисмана Маршал Кърк МакКюзик-създател на компютърната операционна система с отворен код BSD (Burkeley Software Distribution), разработена на базата на Уникс.. По време на официалните мачове човек, облечен в костюм на Бийсти, поддържа отбора и убодрява привържениците, а също така се фотографира с желаещите.
Девизът на отбора— „Качество – това е нашата цел!“.
В долния ъгъл на новото лого е изобразен „Стария Томас“ – един от символите на Талин. Според легендата момче печели състезание по стрелба с арбалет. Поради малката си възраст, то не може да получи финасова награда, а е удостоено с длъжността „пазител на града“, която изпълнява до края на живота си. Ветропоказателят на върха на кметството на Талин е с неговата фигура. В долния десен ъгъл три лъва препращат към печата на Ревал (името на Талин до ХIII век), днес част от герба на града.

## Участие в евротурнирите
| Сезон   | Турнир          | Кръг                       | Съперник           | Домакин | Гост | Общ резултат |  |
| ------- | --------------- | -------------------------- | ------------------ | ------- | ---- | ------------ |  |
| 2016/17 | Лига Европа     | Първи квалификационен кръг | Хартс (Единбург)   | 2:4     | 1:2  | 3:6          |  |
| 2017/18 | Шампионска лига | Първи квалификационен кръг | Хибърниънс (Паола) | 0:1     | 0:2  | 0:3          |  |

## Успехи
- Мейстрилийга:
  -  Шампион (1): 2016
- Купа на Естония:
  -  Носител (1): 2017
- Суперкупа на Естония:
  -  Носител (1): 2016/17
- Есилига (Първа лига):
  -  Шампион (1): 2012
    -  Вицешампион (1): 2011

### Рекорди
- Най-голяма победа във всички съревнования: 36:0 – срещу аматьорския „Вирцу“, в първи кръг за Купата на Естония 2015/16, 13 юни 2015 года[5] Този резултат влиза в световните футболни хроники с изравнен 130-годишен рекорд на шотландския „Арброут“.
- Най-голяма победа в първенството: 6:0 срещу „Тарвас“ през 2016 година

## Главни треньори
- Андрей Борисов: 2011
- Александър Пущов: 2011 – 30 юни 2017
- Сергей Брагин: 1 юли 2017 – 29 юли 2017
- Александар Рогич: от 29 юли 2017